# Pons Cestius

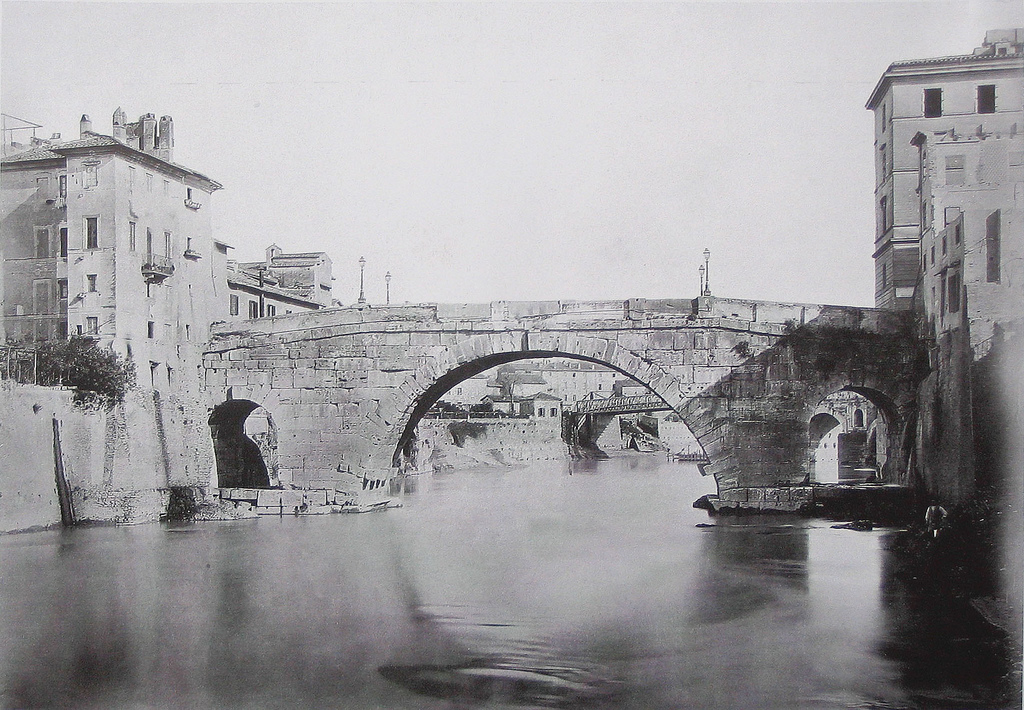
De originele Romeinse brug in 1880

De Pons Cestius (Italiaans: Ponte Cestio) is een brug in Rome, oorspronkelijk gebouwd rond 46 v.Chr.
De brug verbindt het Tibereiland met de wijk Trastevere in het zuiden. Hij was oorspronkelijk ongeveer vijftig meter lang en had een grote doorgang in het midden en twee kleinere aan de zijkanten.
De Pons Cestius werd bij de bouw van de Tiberkaden in de 19e eeuw geheel herbouwd. Een inscriptie ter herdenking van een herbouw in 370 na Christus onder keizer Valentinianus bevindt zich in het midden van een van de bruggenhoofden. Op een van de basissen van deze inscriptie staat nog een inscriptie, daterend uit 12e eeuw, ten tijde van de Romeinse Commune van 1143-1193. De inscriptie luidt: Benedictus, hoogste senator van de verlichte stad, heeft deze brug, die bijna verwoest was, laten restaureren.  Wie deze Benedictus precies was is onbekend.
Gezien zowel de periode waarin deze incriptie werd opgericht, toen de burgerij zich van de pauselijke heerschappij wilde losmaken en zich beriep op het republikeinse verleden van de stad, als ook de stijl van de inscriptie, die geënt is op klassieke inscripties en afwijkt van contemporarie middeleeuwse inscripties, kan het opschrift gezien worden als een uitdrukking van de nieuwe politieke macht die zich spiegelde aan de Romeinse Republiek van de Oudheid. Soorgelijke inscripties qua betekenis zijn te vinden op de Porta Metronia en het Casa dei Crescenzi.
In het verlengde van de brug aan de noordzijde van het eiland vormt de Pons Fabricius de verbinding met het Marsveld.
Ponte di Castel Giubileo · Ponte Tor di Quinto · Ponte Flaminio · Ponte Milvio · Ponte Duca d'Aosta · Ponte della Musica · Ponte del Risorgimento · Ponte Giacomo Matteotti · Ponte Pietro Nenni · Ponte Regina Margherita · Ponte Cavour · Ponte Umberto I · Ponte Sant'Angelo · Ponte Vittorio Emanuele II · Ponte Principe Amedeo Savoia Aosta · Ponte Giuseppe Mazzini · Ponte Sisto · Ponte Garibaldi · Ponte Fabricio en Ponte Cestio · Ponte Rotto · Ponte Palatino · Ponte Sublicio · Ponte Testaccio · Ponte San Paolo · Ponte dell'Industria · Ponte Guglielmo Marconi · Ponte della Magliana · Ponte di Mezzocammino · Ponte Tor Boacciana